# 陈卫星
陈卫星（1972年4月27日—），内蒙古包头人，奥地利男子乒乓球运动员，前中国国家乒乓球队队员，右手横拍削球打法。

## 生平
陈卫星生于内蒙古自治区的一个军人家庭，17岁时从内蒙古体工大队被选拔进中国国家队，其后长期在队中担任陪练。1996年，陈卫星从国家队退役，前往德国为俱乐部打球，后移居奥地利，并入籍奥地利代表其国家队参加国际大赛。2003年世界乒乓球锦标赛，陈卫星于男单八分之一决赛中以4:3爆冷淘汰中国新星王皓。2003年欧洲乒乓球锦标赛，陈卫星夺得男双冠军。2007年及2010年世界杯乒乓球赛，陈卫星皆以奥地利国家队主力队员身份，夺得男子团体铜牌。